# Zvíkov (powiat Czeskie Budziejowice)
Zvíkov – wieś i gmina w Czechach, w powiecie Czeskie Budziejowice, w kraju południowoczeskim. Według danych z dnia 1 stycznia 2014 liczyła 268 mieszkańców.